# Arlette Nastat
 (janvier 2012).
Arlette Nastat est une styliste française, née le 9 juillet 1937 .

## Biographie
Arlette Nastat a créé les marques « Real », « La Madrague » et « Mademoiselle Arlette ». Elle a marqué la mode pendant plus de 30 ans de 1956 à 1987. À son sommet, elle eut plus de 900 boutiques et points de vente dans le monde.
Elle est « l'inventeur » de la robe vichy et du « pantalon corsaire » et a révolutionné la mode en étant la première à casser les codes et à changer les proportions. Karl Lagerfeld la cite souvent en exemple
Elle a habillé de nombreuses stars et plus particulièrement Brigitte Bardot qu'elle rencontra immédiatement après le tournage de Et Dieu... créa la femme de Roger Vadim. Durant son voyage aux États-Unis, à la fin des années 1960, Brigitte Bardot ne portait que du Real, ce qui fit de cette marque un véritable ambassadeur de la mode hexagonale. 
Parmi ses clientes, Arlette Nastat compta notamment Jane Fonda, Jean Seberg, Julie Christie, Elizabeth Taylor, Sylvie Vartan (pour qui elle créa la robe de la chanson de 1964 La plus belle pour aller danser, et sa robe de mariée),Catherine Deneuve...
En 1966, elle a produit le court-métrage Le Poulet de Claude Berri pour lequel ce dernier a obtenu un Oscar a Hollywood.
Elle a fait les costumes de nombreux films dont Petulia de Richard Lester, La Chamade d'Alain Cavalier, La Route de Corinthe de Claude Chabrol, Les Parapluies de Cherbourg de Jacques Demi.